# 연축
연축(攣縮, 영어: spasm)은 경련성의 수축을 가리킨다. 연축에 의해 관동맥이 수축하여 내강이 갑자기 좁아지거나, 완전히 막혀버리는 경우가 있다.

## 같이 보기
- 진경제
- 사후경련
- 경련
- 쥐 (의학)
- 사정 (생리학)
- 오르가슴
- 경직